# Ekukhanyeni
Ekukhanyeni (auch: Kukhanyeni) ist ein Inkhundla (Verwaltungseinheit) in der Region Manzini in Eswatini. Es ist 159 km² groß und hatte 2007 gemäß Volkszählung 18.085 Einwohner.

## Geographie
Das Inkhundla liegt im Osten der Region Manzini an der Hauptstraße MR 5 sowie am Fluss Mbuluzane und dessen Zufluss Salugase.

## Gliederung
Das Inkhundla gliedert sich in die Imiphakatsi (Häuptlingsbezirke) Bhekinkhosi, Maliyaduma, Mbeka, Mkhulamini, Nkijili, Nyakeni und Nswaceni.